# Чижов Сергій Петрович
Сергій Петрович Чижов (нар. 1924) — український футболіст, нападник.
1948 року захищав кольори харківської команди «Дзержинець». По завершені сезону перейшов до складу «Локомотива», який здобув путівку до елітної ліги радянського футболу.
Протягом наступних семи років виступав за клуб «залізничників». Переможець другого дивізіону 1952 року. Всього за кар'єру провів 156 лігових матчів (45 голів), у тому числі в класі «А» — 97 матчів (24 голи). У кубку СРСР — 5 матчів.
Статистика виступів у чемпіонатах СРСР:
| Сезон        | Команда        | Ліга         | І  | Г  |
| ------------ | -------------- | ------------ | -- | -- |
| 1948         | «Дзержинець» Х | Д-2          | 14 | 1  |
| 1949         | «Локомотив» Х  | Д-1          | 24 | 7  |
| 1950         | «Локомотив» Х  | Д-1          | 36 | 9  |
| 1951         | «Локомотив» Х  | Д-2          | 31 | 15 |
| 1952         | «Локомотив» Х  | Д-2          | 19 | 5  |
| 1953         | «Локомотив» Х  | Д-1          | 13 | 3  |
| 1954         | «Локомотив» Х  | Д-1          | 24 | 5  |
| 1955         | «Локомотив» Х  | Д-2          | 5  | 0  |
| Усього в Д-1 | Усього в Д-1   | Усього в Д-1 | 97 | 24 |